# Walton Walker
Walton Harris Walker (ur. 3 grudnia 1889 w Belton w Teksasie, zm. 23 grudnia 1950 w okolicach Seulu) – amerykański dowódca wojskowy, uczestnik obu wojen światowych, generał porucznik od 14 kwietnia 1945, pośmiertnie awansowany na czterogwiazdkowego generała 2 stycznia 1951. Największą sławę zyskał jako dowódca amerykańskiej 8 Armii we wczesnych fazach wojny koreańskiej.

## Życiorys
Urodził się 3 grudnia 1889 roku w Belton w Teksasie. W 1907 wstąpił do Instytutu Wojskowego Wirginii, później został przeniesiony do Akademii Wojskowej w West Point, którą ukończył w 1912. Brał udział w wyprawie do Veracruz w 1914 roku, a także w I wojnie światowej, pod koniec której otrzymał stopień podpułkownika i został odznaczony Srebrną Gwiazdą za odwagę w boju.
W okresie międzywojennym zajmował szereg stanowisk, w tym nauczał w West Point i służył w Chinach. W latach trzydziestych dołączył do dowództwa brygady dowodzonej przez gen. George’a Marshalla i wywarł pozytywne wrażenie na przyszłym szefie sztabu armii amerykańskiej.

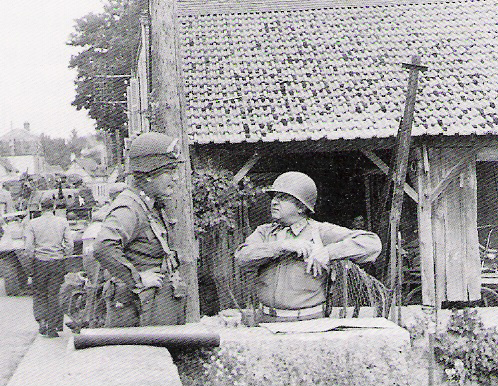
Gen. mjr Walton H. Walker (po prawej) rozmawia z gen. mjr. Lindsayem McDonaldem Silvesterem, dowódcą 7 Dywizji Pancernej we Francji, koniec sierpnia 1944

Podczas II wojny światowej Walker dowodził 3 Dywizją Pancerną, a później XX Korpusem w ramach 3 Armii George’a Pattona na froncie zachodnim. Brał udział w operacji Overlord, bitwie o Metz i odpieraniu niemieckiej ofensywy w Ardenach. Wiosną 1945 roku jego korpus wyzwolił obóz koncentracyjny w Buchenwaldzie.
Po wojnie Walker dowodził 5 Armią w Stanach Zjednoczonych, a od 1948 roku 8 Armią, która pełniła służbę okupacyjną w Japonii. Czynił wiele wysiłków, aby wesprzeć systematycznie spadającą skuteczność bojową armii w kontekście powojennej redukcji sił zbrojnych. Wojna koreańska zastała go na tym stanowisku latem 1950 roku. 13 lipca   Walker został mianowany dowódcą wszystkich sił lądowych USA w Korei, a kilka dni później pod jego kontrolą znalazły się także siły południowokoreańskie. W pierwszych tygodniach wojny podejmowane przez Amerykanów próby powstrzymania natarcia armii północnokoreańskiej zakończyły się niepowodzeniem. Pod koniec miesiąca siły ONZ zostały zepchnięte na południowo-wschodni kraniec półwyspu Koreańskiego. 29 lipca Walker wydał rozkaz przerwania odwrotu. W sierpniu i pierwszej połowie września 8 Armia toczyła niemal ciągłe walki w obronie worka pusańskiego. Dzięki przechwytom radiowym Walker był świadomy wszystkich planów wroga i był w stanie zrekompensować niedobór siły ludzkiej taktyką mobilnej obrony, szybko przerzucając swoje jednostki w zagrożone obszary.
Do połowy września armia północnokoreańska była wyczerpana trzema miesiącami ciągłych walk, a wojska amerykańskie otrzymały posiłki, które wyrównały siły stron. 15 września głęboko za liniami wroga rozpoczęła się operacja desantowa w Inczonie. Następnego dnia armia Walkera przeszła do ofensywy. Pod koniec miesiąca Seul został wyzwolony, a Koreańska Armia Ludowa wyparta za 38. równoleżnik i prawie całkowicie zniszczone. Działania wojenne wkroczyły na terytorium Korei Północnej i pod koniec października siły ONZ były już blisko chińskiej granicy. Jednak Walkerowi nie spieszyło się z kontynuowaniem ofensywy, pomimo zdecydowanych rozkazów z kwatery głównej sił ONZ gen. Douglasa MacArthura; Walker obawiał się chińskiej interwencji, podczas gdy amerykańskie kierownictwo wojskowe i polityczne uważało, że potencjał militarny Chin jest znikomy. Ponadto siły ONZ zajmowały niekorzystną pozycję strategiczną – przez położone w centrum kraju Góry Taebaek otworzyła się luka między 8 Armią na zachodnim wybrzeżu Korei a X Korpusem na wschodnim wybrzeżu. To właśnie tę lukę wykorzystali Chińscy Ochotnicy Ludowi, uderzając 25 listopada na słabe dywizje południowokoreańskie na prawym skrzydle 8 Armii i miażdżąc je już pierwszego dnia ofensywy. Walkerowi udało się ocalić swoją armię przed całkowitym zniszczeniem, ale siły ONZ były zdezorganizowane i wycofywały się na południe, do 38. równoleżnika.

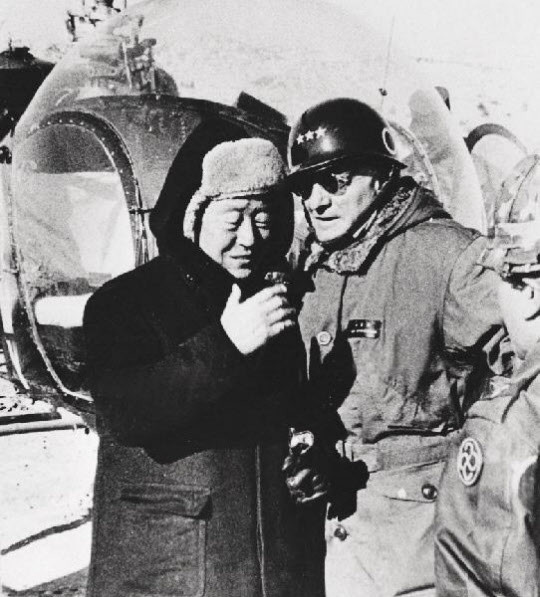
Z prezydentem Korei Południowej Syngmanem Rhee

Po wycofaniu armii w rejon Seulu Walker zaczął przygotowywać ją do odparcia nowej chińskiej ofensywy. Często wizytował swoje oddziały, rozmawiał z dowódcami jednostek i żołnierzami, aby lepiej zrozumieć sytuację. Niemniej jego porażka w bitwie nad rzeką Ch’ŏngch’ŏn-gang wywołały niezadowolenie w siedzibie MacArthura, gdzie zaczęto myśleć o jego zwolnieniu. Tak się jednak nie stało, bo 23 grudnia 1950 roku gen. por. Walton Walker zginął w wypadku samochodowym niedaleko Seulu.
Został pochowany na Cmentarzu Narodowym w Arlington.

## Życie osobiste
Niski (około 165 cm) i pulchny Walker zyskał wśród żołnierzy przydomki „buldog” i „Johnny” (gra słów związana z jego nazwiskiem oraz ulubioną whisky „Johnnie Walker”). W 1924 roku ożenił się z Caroline Victorią Emerson. Ich syn, Sam Sims Walker, ukończył West Point w 1946 roku i w chwili śmierci ojca również służył w Korei. Później został generałem.